# Náměšť na Hané
Náměšť na Hané är en köping i Tjeckien.   Den ligger i regionen Olomouc, i den östra delen av landet, 200 km öster om huvudstaden Prag. Náměšť na Hané ligger 247 meter över havet och antalet invånare är 1 872.
Terrängen runt Náměšť na Hané är platt österut, men västerut är den kuperad. Runt Náměšť na Hané är det ganska tätbefolkat, med 207 invånare per kvadratkilometer. Närmaste större samhälle är Olomouc, 13,4 km öster om Náměšť na Hané. Trakten runt Náměšť na Hané består till största delen av jordbruksmark.